# Karl Hoffmann (Architekt, 1887)
Karl Hoffmann (* 23. April 1887 in Wien; † 19. Jänner 1957 in Graz) war ein österreichischer Architekt.

## Leben

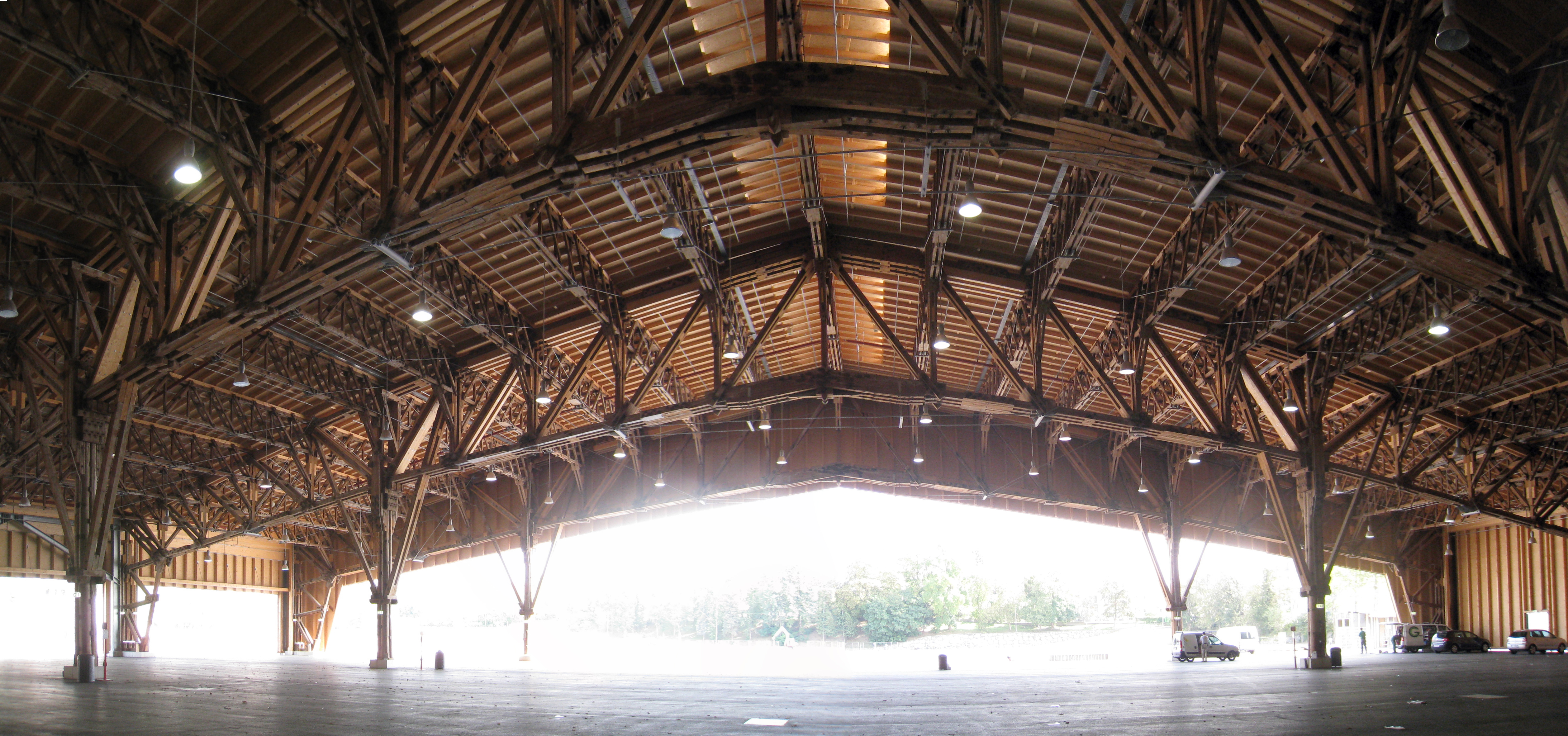
Volkskundgebungshalle 1939, heute Halle B der Messe Graz

Hoffmann studierte an den Technischen Hochschulen in Graz und Wien (1905–1912), in Wien bei Max von Ferstel, Carl König und Karl Mayreder. Parallel zu seinem Studium absolvierte er ein Praktikum bei den Brüdern Mayreder und arbeitete in einer Kommission für Wohnungsreform beim Ministerium für öffentliche Arbeiten. Von 1915 bis 1922 war er als Assistent für Konstruktives Entwerfen an der TH Wien tätig.
1922 war er außerordentlicher, von 1923 bis 1957 ordentlicher Professor für Städtebau bzw. für Baukunst und Gebäudelehre an der Technischen Hochschule Graz, ebendort von 1930 bis 1931 auch Rektor sowie 1942 Dekan. Zu seinen Schülern zählten Othmar Barth, Franz Heigl der Ältere und Franz Schmuckenschläger.
Er erstellte Städtebaupläne für Graz 1928, Villach 1931, Steyr 1935, Bruck an der Mur und Klagenfurt am Wörthersee. Als Vertreter der Gartenstadt-Bewegung war er im Wohn-, Siedlungs- und Schulbau tätig.

## Realisierungen
- 1939:	mit Friedrich Zotter: Volkskundgebungshalle in Graz, Hötzendorferstraße
- 1940–1942: mit Friedrich Zotter: Böhlersiedlung in Kapfenberg, Schirmitzbühel

## Wettbewerbe
- 1912: mit Emil Tranquillini: 1. Preis im Wettbewerb für das Wiener Stadtmuseum, nicht realisiert
- 1922: Sieger im Wettbewerb für das Wiener Krematorium, Ausführung aber Clemens Holzmeister